# Hoàng Đạo Kính
Hoàng Đạo Kính (sinh 1941) là một kiến trúc sư Việt Nam, chuyên về di sản và trùng tu.

## Thân thế sự nghiệp
Ông sinh năm 1941 tại Hà Nội, con trai của nhà văn hóa nổi tiếng Hoàng Đạo Thúy. Năm 13 tuổi, ông được Chủ tịch Hồ Chí Minh chọn là một trong 100 "hạt giống đỏ của Cách mạng để đào tạo" ở Liên Xô. Ông học ở Liên Xô gần 20 năm, tốt nghiệp Đại học kiến trúc Matxcơva năm 1967 và bảo vệ luận án Phó tiến sĩ kiến trúc về di sản và trùng tu năm 1977.
Từ khi tốt nghiệp trở về Việt Nam, Kiến trúc sư Hoàng Đạo Kính đã gắn bó với công việc bảo tồn, trùng tu các công trình di tích kiến trúc. Hiện nay ông là ủy viên Hội đồng di sản văn hóa quốc gia, Phó Chủ tịch Hội kiến trúc sư Việt Nam, Chủ tịch hội đồng kiến trúc. Ông còn 20 năm giữ chức Giám đốc Trung tâm thiết kế và tu bổ di tích trung ương, hiện tại là Viện Bảo tồn di tích.